# Stavros Gavriel
Stavros Gavriel (in greco Σταύρος Γαβριήλ?; Nicosia, 29 gennaio 2002) è un calciatore cipriota, attaccante dello Zulte Waregem e della nazionale cipriota.

## Carriera

### Club
È cresciuto nel settore giovanile dell'APOEL e ha debuttato in prima squadra il 28 ottobre 2020, nell'incontro di Kypello Kyprou vinto 4-0 contro il PAEEK Kerynias, dove ha anche segnato il suo primo gol. Tre giorni dopo ha esordito anche in A' Katīgoria contro il Doxa Katōkopias. Nel 2022 è stato prestato all'Akritas Chlōrakas, con cui ha disputato una stagione da titolare.
Il 23 gennaio 2024 ha firmato un contratto di due anni e mezzo con lo Zulte Waregem.

### Nazionale
Ha giocato nelle nazionali giovanili cipriote Under-17, Under-19 ed Under-21.
Ha debuttato con la nazionale maggiore cipriota il 12 ottobre 2023, nell'incontro di qualificazione per gli Europei 2024, perso 4-0 contro la Norvegia.

## Statistiche
Statistiche aggiornate al 20 febbraio 2024.

### Presenze e reti nei club
| Stagione        | Squadra           | Campionato      | Campionato | Campionato | Coppe nazionali | Coppe nazionali | Coppe nazionali | Coppe continentali | Coppe continentali | Coppe continentali | Altre coppe | Altre coppe | Altre coppe | Totale | Totale | Totale |
| Stagione        | Squadra           | Comp            | Pres       | Reti       | Comp            | Pres            | Reti            | Comp               | Pres               | Reti               | Comp        | Pres        | Reti        | Pres   | Reti   |        |
| --------------- | ----------------- | --------------- | ---------- | ---------- | --------------- | --------------- | --------------- | ------------------ | ------------------ | ------------------ | ----------- | ----------- | ----------- | ------ | ------ | ------ |
| 2020-2021       | APOEL             | A               | 17         | 1          | CC              | 3               | 1               | UEL                | 0                  | 0                  |             | -           | -           | 20     | 2      |        |
| 2021-2022       | APOEL             | A               | 5          | 1          | CC              | 1               | 0               |                    | -                  | -                  |             | -           | -           | 6      | 1      |        |
| 2022-2023       | Akritas Chlōrakas | A               | 32         | 5          | CC              | 1               | 0               |                    | -                  | -                  |             | -           | -           | 33     | 5      |        |
| 2023-gen. 2024  | APOEL             | A               | 11         | 2          | CC              | 0               | 0               | UECL               | 2                  | 0                  |             | -           | -           | 13     | 2      |        |
| gen.-giu. 2024  | Zulte Waregem     | D2              | 4          | 1          | CB              | 0               | 0               |                    | -                  | -                  |             | -           | -           | 4      | 1      |        |
| Totale carriera | Totale carriera   | Totale carriera | 69         | 10         |                 | 5               | 1               |                    | 2                  | 0                  |             | -           | -           | 76     | 11     |        |

### Cronologia presenze e reti in nazionale
| Cronologia completa delle presenze e delle reti in nazionale ― Cipro | Cronologia completa delle presenze e delle reti in nazionale ― Cipro | Cronologia completa delle presenze e delle reti in nazionale ― Cipro | Cronologia completa delle presenze e delle reti in nazionale ― Cipro | Cronologia completa delle presenze e delle reti in nazionale ― Cipro | Cronologia completa delle presenze e delle reti in nazionale ― Cipro | Cronologia completa delle presenze e delle reti in nazionale ― Cipro | Cronologia completa delle presenze e delle reti in nazionale ― Cipro |
| Data                                                                 | Città                                                                | In casa                                                              | Risultato                                                            | Ospiti                                                               | Competizione                                                         | Reti                                                                 | Note                                                                 |
| -------------------------------------------------------------------- | -------------------------------------------------------------------- | -------------------------------------------------------------------- | -------------------------------------------------------------------- | -------------------------------------------------------------------- | -------------------------------------------------------------------- | -------------------------------------------------------------------- | -------------------------------------------------------------------- |
| 12-10-2023                                                           | Larnaca                                                              | Cipro                                                                | 0 – 4                                                                | Norvegia                                                             | Qual. Euro 2024                                                      | -                                                                    | 78’                                                                  |
| 21-3-2024                                                            | Limassol                                                             | Cipro                                                                | 1 – 1                                                                | Lettonia                                                             | Amichevole                                                           | -                                                                    | 62’                                                                  |
| 8-6-2024                                                             | Chișinău                                                             | Moldavia                                                             | 3 – 2                                                                | Cipro                                                                | Amichevole                                                           | -                                                                    | 55’                                                                  |
| 21-3-2025                                                            | Larnaca                                                              | Cipro                                                                | 2 – 0                                                                | San Marino                                                           | Qual. Mondiali 2026                                                  | -                                                                    | 89’                                                                  |
| Totale                                                               |                                                                      | Presenze                                                             | 4                                                                    |                                                                      | Reti                                                                 | 0                                                                    |                                                                      |

## Palmarès

### Club

#### Competizioni nazionali
- Challenger Pro League: 1

Zulte Waregem: 2024-2025